# 我儘ラキア
我儘ラキア（わがままラキア）は、2016年から2025年7月9日まで活動した日本の女性アイドルグループ。所属事務所はQOOLONG。レーベルはJapan Music System内のWW RECORDS。

## 概要
プロデューサーの小山亮が、面識のあった小笠原矢宵と星熊南巫の2人に「アイドルユニットをやってみないか」と声を掛けたことがグループ結成の切っ掛けとなる。その後、小笠原と星熊の他にもう一人メンバーを入れようということになり、小笠原の知り合いだった海羽凛を誘い、我儘ラキアを結成した。
結成前の小笠原と星熊は、アイドルとは別のジャンル（小笠原は大阪でソロシンガー、星熊はバンドのギター・ボーカル）で活動をしていた。一方、海羽は元々アイドルに興味があり、ファンの一人としてライブを見に行ったりはしていたものの、芸能活動の経験はなかった。そのため、ユニットを結成した時点の3人は、皆ダンス経験が無く、海羽はそれに加えて、歌も未経験の状態であった。
2016年6月17日にデビュー。「われがままに。自分らしく歌う。」をコンセプトに活動をしている。グループ名である我儘ラキアの『我儘』には「自分が思うがまま、自分のやりたいがまま活動していこう」という意味合いが込められている。一方『ラキア』の部分には特に意味はなく、『ラキア』と聞いたら『我儘ラキア』と呼ばれるように造語としてつけたものである。

## 来歴

### 2016年
- 6月17日 - 心斎橋VARONにて小笠原矢宵、星熊南巫、海羽凜で結成[2]。
- 9月3日 - 第1期7曲を、無料配信した[4]。
- 10月9日 - 小笠原が活動休業[5]。
- 11月21日 - 心斎橋VARONにて『我儘ラキア 1st ONE MAN LIVE』開催[6][7]。
- 12月17日 - 小笠原が脱退[8]。

### 2017年
- 6月4日 - 梅田クアトロにて1周年イベント『Odyssey –我儘ラキア 1st Anniversary-』[9]。
- 6月21日 - 相谷麗菜が加入[10]。
- 10月14日 - 心斎橋VARONにて『我儘ラキア2nd ワンマン-原点回帰-』開催[11]。

### 2018年
- 2月18日 - 我儘ラキア東名阪ツアー2018『桜が、咲く前に。』開催[12][13]。
- 4月6日 - 梅田Zeelaにて『Fest 〜Season.4〜』。川﨑怜奈が加入[14]。
- 6月17日 - 2周年イベント『我儘ラキア 2nd Anniversary Season』開催。
- 8月23日 - 前十字靭帯断裂の手術のため星熊が活動休止[15]。
- 10月29日 - 星熊が復帰[16]。
- 12月21日 - 心斎橋BIGCAT『我儘ラキア We'll Keep Raising The Flag』をもって、相谷が卒業[17][18]。

### 2019年
- 3月3日 - ワンマンライブ『Starting Over』開催[19]。
- 7月9日 - これまでに発表された全20曲（第1期楽曲、SEを含む）を、星熊、海羽、川﨑の3人体制で再レコーディングした、アルバム『StartingOver』を発売[20]。
- 7月20日 - 元RHYMEBERRYメンバーMIRIが加入[21][22]。
- 7月14日 - 『我儘ラキア Killboredom TOUR 2019』開催。
- 12月11日～13日 - 星熊南巫のソロ楽曲「crypot」、星熊とMIRIによるユニット『FLASHKiLL』の「the light」、我儘ラキアの「reflection」を連続リリース[23]。

### 2020年
- 2月29日 - バンドセットワンマンライブ『Don't fear a new day』をTSUTAYA O-WESTで開催。またこの公演内で、6月17日から初のバンドセットツアー『Killboredom TOUR 2020』を開催することを発表した[24][25]。
- 9月5日 - 初のバンドセットワンマンツアー『Killboredom TOUR 2020』の振替ツアーを大阪・BIG CATより開始。当初の予定では、6月17日に結成ライブを行った心斎橋VARONからスタートする予定だったが、 コロナ禍の影響で延期を余儀なくされていた[26]。
- 11月8日 - ワンマンツアー『Killboredom TOUR 2020』のツアーファイナル公演を東京・TSUTAYA O-EASTにて開催[27]。また、この公演の最中にMIRIが肩を脱臼（肩関節脱臼）しステージを離脱。病院へ緊急搬送された。そのため公演後に行われた特典会にMIRIは不参加となり、希望者には返金対応することが発表された[28]。
- 11月18日 - アルバム発売に先駆けて、Nob（MY FIRST STORY）がプロデュースした収録曲「SURVIVE」を配信で先行リリース[29]。
- 12月23日 - ミニアルバム『WAGAMAMARAKIA』を発売。楽曲プロデュースは、Nob（MY FIRST STORY）やKuboty（ex. TOTALFAT）、YD（CRYSTAL LAKE）、HIDEとAG（NOISEMAKER）らが手掛けている[30]。

### 2021年
- 4月2日 - ワンマンツアー『WAGAMAMARAKIA TOUR』を東京・下北沢SHELTERから開始[31][32]。
- 5月4日 - バックバンドのメンバーに体調不良者が出たため、同日に開催予定だった『WAGAMAMARAKIA TOUR』の鹿児島公演、5日の徳島公演、7日の広島公演、8日の静岡公演の4公演が6月に延期となる。
- 6月25日 - ワンマンツアー『WAGAMAMARAKIA TOUR』のファイナル公演を東京・USEN STUDIO COASTで開催[33]。
- 6月30日 - ミニアルバム『SUPERIORITY』を発売。収録楽曲のプロデュースは、Nob（MY FIRST STORY）、Kuboty（ex. TOTALFAT）、HIDEとAG（NOISEMAKER）らが務めた[34]。

### 2022年
- 4月20日 - 配信シングル「GR4VITY G4ME」をリリース[35]。
- 4月23日 - 対バンツアー『WAGAMAMARAKIA “W” TOUR 2022』を宮城・Rensaより開始[36]。
- 5月29日 - 対バンツアー『WAGAMAMARAKIA “W” TOUR 2022』のファイナル公演を東京・豊洲PITにて開催[37]。
- 6月29日 - ミニアルバム『ONYX』を発売[38]。
- 7月22日  - KYOTO MUSE公演を皮切りにワンマンツアー『WAGAMAMA RAKIA "ONYX TOUR" 1st Series』を開始[39]。
- 9月18日 - 台風の影響により、翌日に静岡で開催予定だった『WAGAMAMA RAKIA "ONYX TOUR" 1st Series』のファイナル公演を11月に延期することを発表。
- 10月26日 - 新しい学校のリーダーズとのツーマンライブ『JMS & ASOBISYSTEM pre. WITNESS』を東京キネマ倶楽部にて開催[40]。

### 2023年
- 6月26日 - 星熊南巫が自身のSNSで、指定難病であるIgA腎症に罹患したことを公表[41]。
- 8月1日 - 4ヶ月連続リリース企画の第1弾「IDOl」を配信シングルとしてリリース。
- 9月6日 - 4ヶ月連続リリース企画の第2弾「Vertex」を配信シングルとしてリリース[42]。
- 10月18日 - 4ヶ月連続リリース企画の第3弾「Re:Paint of the [Heart:Hurt]」を配信シングルとしてリリース[43]。
- 11月8日 - 4ヶ月連続リリース企画の第4弾「M」を配信シングルとしてリリース。

### 2024年
- 3月23日から6月16日 - 結成8周年ツアー『WR 8th ANNIVERSARY TOUR』を各メンバーの出身を含む全国10都市で開催[44]。また6月23日には、東京・Spotify O-EASTでツアーファイナル公演[45]を、7月5日には大阪・心斎橋VARONでツアーのアフターパーティーを開催した[44]。

### 2025年
- 3月、星熊南巫が自身のSNSを通じて、同年1月1日をもって所属事務所・QOOLONGを退社していたことを公表[46]。
- 4月19日、解散を発表[47][48]。
- 6月25日、配信シングル「Polaris」をリリース[49]。
- 7月9日、Zepp Haneda（TOKYO）でラストライブ「There is surely tomorrow」を開催し解散した[50]。

## メンバー
| 名前                                  | 誕生日   | 出身地 | 備考 |
| ------------------------------------- | -------- | ------ | --- |
| 星熊南巫 ほしくま みなみ              | 4月24日  | 兵庫県 | バンドとして活動していたところ、ライブハウスで我儘ラキアのプロデューサー・小山亮と知り合い加入に至った。 2024年3月にRolling Stone Japan誌「Future of Music」の日本代表アーティスト25組に選出された。 |
| 海羽凜 かいね りん                    | 12月15日 | 宮崎県 | 小笠原矢宵の紹介で加入。 |
| L（川﨑怜奈） エル（かわさき れいな） | 12月15日 | 広島県 | 加入以前はSO.ON project、NEVE SLIDE DOWNに所属していた。2018年4月加入。 |
| MIRI（櫻井未莉） みり                 | 3月28日  | 静岡県 | 加入以前はRHYMEBERRYに所属していた。ソロ活動時は従来どおり株式会社パーティクルの所属・担当となる。2019年7月加入。                                                                                    |

### 旧メンバー
| 名前                         | 誕生日  | 出身地 | 備考 |
| ---------------------------- | ------- | ------ | --- |
| 小笠原矢宵 おがさわら やよい |         |        | ソロ活動をしていたところ、プロデューサーの小山と知り合い加入に至った。2016年12月脱退。 |
| 相谷麗菜 あいたに れいな     | 7月18日 | 奈良県 | 2017年6月加入、2018年12月卒業。 ミライスカート元メンバー。 卒業後は「相谷レイナ」名義でソロ活動を行っている。 2025年7月にラッパーのOle（映像作家としての名義は澁谷武）と2024年に結婚し、長女を出産したことを発表した。 |

## 作品

### 未収録曲
- Blooom（相谷麗菜from我儘ラキア）
- プリズムの中で（相谷麗菜from我儘ラキア）
- アフターレイン

### 映像作品
ライブBD
- ONYX TOUR 〜Final〜 at KT Zepp Yokohama（2022年12月18日）
- GAL SQUAD at Zepp Shinjuku (TOKYO)（2023年11月1日）
- WR 8th ANNIVERSARY TOUR-BITTER HAPPY-2024.06.23 Spotify O-EAST（2024年7月13日）

### 参加作品
| 発売日        | タイトル                                                          | 規格品番     | 備考                                                                       |
| ------------- | ----------------------------------------------------------------- | ------------ | -------------------------------------------------------------------------- |
| 2024年8月14日 | 月刊偶像 第五弾八月号「Start Select feat. 星熊南巫 (我儘ラキア)」 | XSCL-94      | 星熊南巫がボーカルとして参加。楽曲は中村未来（Cö shu Nie）が手掛けている。 |
| 2024年12月5日 | 武瑠「TO BE LIKE THRILLER feat. IKE, 星熊南巫, 4s4ki」            | 配信リリース | 星熊南巫が参加。                                                           |

### 楽曲提供
| 曲名                      | アーティスト   | 備考 |
| ------------------------- | -------------- | --- |
| 電神讃歌（DENSHIN-SANKA） | 天月-あまつき- | 星熊南巫が作詞・作曲を担当。東映アニメーション グローバルIPプロジェクト『電殿神伝-DenDekaDen-』テーマソング。 |
| Big好き (suki)            | &TEAM          | 星熊南巫が共作詞で参加。                                                                                      |

## タイアップ一覧
| 年     | 曲名  | タイアップ                                                     | 備考 |
| ------ | ----- | -------------------------------------------------------------- | ---- |
| 2021年 | GIRLS | テレビ朝日「トゲアリトゲナシトゲトゲ」 7月度エンディングテーマ |      |

## ライブ

### 2016年
- 11月12日 - 我儘ラキア 1st ONE MAN LIVE（大阪・心斎橋VARON）

### 2017年
- 7月23日 - Fest（大阪・心斎橋VARON）
- 10月14日 - 我儘ラキア2nd ワンマン-原点回帰-（大阪・心斎橋VARON）
- 11月1日 - Fest 〜1日遅れのハロウィンパーリナイ〜（大阪・心斎橋VARON）
- 12月25日 - Fest 〜クリスマスは当日ホーリナイ〜（大阪・心斎橋VARON）

### 2018年
- 1月5日 - Fest 〜ご縁玉付きお年玉フリーライブ〜（大阪・心斎橋VARON）
- 2月18日 - 我儘ラキア東名阪ツアー2018 桜が、咲く前に。（東京・Shibuya eggman）
- 3月3日 - 我儘ラキア東名阪ツアー2018 桜が、咲く前に。（愛知・RADHALL）
- 3月10日 - 我儘ラキア東名阪ツアー2018 桜が、咲く前に。（大阪・梅田クアトロ）
- 4月6日 - Fest 〜Season.4〜（大阪・梅田Zeela）
- 8月17日 - Fest -大阪夏祭り-（大阪・心斎橋VARON）
- 11月28日 - -Fest-@ZircoTokyo（東京・ZircoTokyo）
- 12月21日 - 我儘ラキア We'll Keep Raising The Flag（大阪・心斎橋BIGCAT）

### 2019年
- 1月9日 - Fest〜ご縁玉付きお年玉フリーライブ〜大阪編（大阪・心斎橋VARON）
- 1月11日 - Fest〜ご縁玉付きお年玉フリーライブ〜名古屋編（愛知・RAD HALL）
- 2月11日 - Fest -I'll never forget「NSD」（大阪・心斎橋VARON）
- 3月3日 - Starting Over（東京・代官山UNIT）
- 7月14日 - 我儘ラキア Killboredom TOUR 2019（福岡・INSA Fukuoka）

### 2021年
- 4月2日～6月25日 - WAGAMAMARAKIA TOUR（全20公演）[31][33][62]
  - 4月2日 - 東京・下北沢SHELTER
  - 4月7日 - 北海道・cube garden
  - 4月9日 - 宮城・仙台MACANA
  - 4月11日 - 神奈川・F.A.D YOKOHAMA
  - 4月23日 - 京都・KYOTO MUSE
  - 4月24日 - 兵庫・MUSIC ZOO KOBE 太陽と虎
  - 5月1日 - 愛知・名古屋CLUB QUATTRO
  - 5月2日 - 福岡・DRUM Be-1
  - 5月4日 - 鹿児島・SR HALL（開催延期）
  - 5月5日 - 徳島・club GRINDHOUSE（開催延期）
  - 5月7日 - 広島・セカンド・クラッチ（開催延期）
  - 5月8日 - 静岡・Shizuoka UMBER（開催延期）
  - 5月22日 - 石川・Kanazawa AZ
  - 5月23日 - 新潟・GOLDEN PIGS RED STAGE
  - 5月28日 - 茨城・mito LIGHT HOUSE
  - 5月30日 - 千葉・千葉LOOK
  - 6月5日 - 岩手・Club Change WAVE
  - 6月6日 - 秋田・Club SWINDLE
  - 6月14日 - 広島・セカンド・クラッチ（振替公演）
  - 6月17日 - 大阪・なんばHatch
  - 6月19日 - 徳島・club GRINDHOUSE（振替公演）
  - 6月21日 - 鹿児島・SR HALL（振替公演）
  - 6月23日 - 静岡・Shizuoka UMBER（振替公演）
  - 6月25日 - 東京・USEN STUDIO COAST

### 2022年
- 4月1日 - そこに鳴る presents 翔斗のお披露目SHOW TIME ～対バンを招待～ 大阪編（大阪・大阪MUSE）[63][64][65]
- 7月18日 - KNOCK OUT MONKEY presents “猿爆祭 2022”（大阪・大阪城音楽堂）[66][67]
- WAGAMAMA RAKIA "ONYX TOUR" 1st Series[68][69]
  - 7月22日 京都・KYOTO MUSE
  - 8月6日 宮城・仙台 MACANA
  - 8月11日 兵庫・太陽と虎
  - 8月13日 福岡・DRUM Be-1
  - 9月4日 石川・金沢EIGHT HALL
  - 9月11日 香川・高松MONSTER
  - 9月18日 神奈川・F.A.D YOKOHAMA
  - 9月19日 静岡・浜松 窓枠（台風の影響により中止。11月7日へ延期を発表[70]。）
- 7月23日 - OSAKA GIGANTIC MUSIC FESTIVAL 2022（大阪・舞洲スポーツアイランド） - 我儘ラキアは『SKY STAGE』にオープニングアクトとして出演[71]。
- 7月24日 - MURO FESTIVAL 2022（東京・Spotify O-WEST）[72]
- 8月7日 - TOKYO IDOL FESTIVAL 2022（東京・お台場/青海エリアTOKYO IDOL FESTIVAL 2022特設会場）- 我儘ラキアは『DOLL FACTORY』ステージに出演[73]。
- 8月14日 - 6年越しに戻ってきたぜラブポ星（宮崎・LAZARUS）[74]
- 8月17日 - EP EXTRA（東京・Spotify O-WEST） - メンバーに発熱の症状がみられたため出演を辞退[75]。
- 8月27日 - @ JAM EXPO 2022（神奈川・横浜アリーナ）- 我儘ラキアは『ストロベリーステージ』に出演[76][77]。また、MIRIは新型コロナの隔離期間中であるためライブを欠席[78]。
- 8月28日 - NOCTURNAL BLOODLUST presents TERRANIGMA Vol.2（東京・渋谷CLUB QUATTRO[79]）- MIRIは新型コロナの隔離期間中であるためライブを欠席[78]。
- HOME PARADE[80]
  - 8月31日 愛知・名古屋Electric Lady Land
  - 9月7日 大阪・梅田CLUB QUATTRO
  - 9月21日 東京・Spotify O-WEST
- 9月1日 - クレフェス（東京・Spotify O-EAST）- 同年1月26日に開催予定だったイベントの振替公演[81]。
- 10月1日 - ZEPHYREN × SHIBUYA THE GAME presents 『In The Family FEST 2022』（東京・渋谷エリア ライブハウス5会場）- 我儘ラキアは「Shibuya WWX」に出演[82]。
- 10月9日 - FABLED NUMBER presents『DIE ON ROCK FES 2022』supported by SNAZZY TUNES（東京・渋谷ライブハウス10会場11ステージ）- 我儘ラキアは「Spotify O-EAST」に出演[83]。
- WAGAMAMA RAKIA "ONYX TOUR" 2nd Series[68][84]
  - 10月13日 愛知・名古屋ダイアモンドホール（w/ HIKAGE）
  - 10月15日 大阪・BIGCAT（w/ Paledusk）
  - 11月4日 東京・新代田FEVER（w/ POOL）
- 10月16日 - ギュウ農フェス  秋のSP2022 お台場2days ～Field of Dreams～（東京・お台場地区 夢の広場 特設会場）- 我儘ラキアは「イエローステージ」に出演[85]。
- 10月22日 - IDO-LIVE!! Circuit（東京・渋谷Spotify O-West[86]）- Spotify O-West / 渋谷WOMBで開催のサーキットフェス。
- 10月26日 - JMS & ASOBISYSTEM pre.「WITNESS」（東京・東京キネマ倶楽部）- 新しい学校のリーダーズとのツーマンライブ[87]。
- 10月28日 - DOGIMAZUN 10th ANNIVERSARY SPECIAL（大阪・なんばHatch）[88]
- 10月29日 - a crowd of rebellion 15th anniversary Live  -A×CROSS-（東京・Zepp Haneda）- ゲスト出演[89]。
- 11月6日 - MAWA LOOP TOKYO 2022（東京・Spotify O-EAST[90]）- 東京・渋谷エリアライブハウス5会場で開催されたサーキットフェス。
- 11月13日 - SHINSAIBASHI VARON 10TH ANNIVERSARY FES day2（大阪・大阪城野外音楽堂）
- 11月23日 - REDLINE ALL THE REVENGE Supported by M（神奈川・ぴあアリーナMM）[91] - 我儘ラキアは『BEAST STAGE』に出演[92]。
- 11月28日 - EP EXTRA [AGAIN]（東京・Spotify O-West）- 我儘ラキアはゲスト出演[93]。
- 12月17日 - WAGAMAMA RAKIA "ONYX TOUR" ～Final～（神奈川・KT Zepp Yokohama）
- 12月19日 - 榎本りょう presents G.A.L FES（東京・新宿BLAZE）
- 12月25日 - LEADING CHRISTMAS in OSAKA（大阪・なんばHatch）
- 12月28日 - LEADING PREMIUM 年末感謝祭'22（東京・Spotify O-WEST）- 渋谷エリア5会場で開催されたサーキットフェス。

### 2023年
- HOME PARADE
  - 1月8日 大阪・梅田CLUB QUATTRO
  - 1月15日 愛知・名古屋Electric Lady Land
  - 1月16日 東京・Spotify O-WEST
- 1月21日 - ゆるめるモ!主催 ゆるボアダムフェスティバル（東京・渋谷WWWX）[94]
- 2月11日 - #2i2 presents 死兆星フェス（東京・品川ステラボール）
- 3月4日 - Zephyren Presents A.V.E.S.T project vol.17（東京・Spotify O-WEST）[95]
- 3月11日 - TENJIN ONTAQ 2023（福岡・LIVE HOUSE CB[96]）
- 3月12日 - Hello Music Festival 2023 OSAKA（大阪・GORILLA HALL OSAKA）
- 3月18日 - SANUKI ROCK COLOSSEUM 2023 -MONSTER baSH × I♡RADIO 786-（香川・高松festhalle[97]）
- 3月26日 - ㍉㍉DAY vol.3（静岡・SOUNDSHOWER ark）- MIRIの生誕イベント。
- 4月1日 - KNOTFEST JAPAN 2023（千葉・幕張メッセ）- 『RED STAGE』のオープニング・アクトとして出演[98]。
- BUMBO DAYS
  - 4月7日 東京・Spotify O-WEST
  - 4月14日 大阪・ESAKA MUSE
  - 4月19日 愛知・名古屋 Electric Lady Land（追加公演）
- HAPPY HAZARD [99]
  - 5月1日 渋谷O-WEST（ゲスト：鋭児）
  - 5月7日 江坂MUSE（ゲスト：MAYSON's PARTY）
- 5月10日 - Pulse Factory presents "Divergence"（大阪・心斎橋BIGCAT）- ゲスト出演
- 5月14日 - MAWA LOOP OSAKA 2023（大阪・心斎橋BIGCAT）[100]
- 5月20日 - KITAKAZE ROCK FES. 2023（北海道・札幌芸術の森 野外ステージ）[101][102][103]
- 5月28日 - COMING KOBE23（兵庫・神戸メリケンパーク）- 我儘ラキアは「KOBE CITY ステージ」に出演[104]。
- 6月3日 - #ANFES（神奈川・KT Zepp Yokohama）
- 6月4日 - SAKAE SP-RING 2023（愛知・名古屋ReNY limited）[105]
- WAGAMAMARAKIA 7th ANNIVERSARY
  - 6月9日 東京・渋谷WOMB LIVE
  - 6月14日 愛知・名古屋Electric Lady Land
  - 6月17日 大阪・心斎橋VARON
- BUMBO DAYS
  - 7月18日 東京・Spotify O-WEST
  - 7月21日 大阪・OSAKA MUSE
  - 7月26日 愛知・名古屋 ell FITS ALL
- 8月1日 - WAGAMAMARAKIA pre. Killboredom（東京・Spotify O-WEST）- ロックバンド「a crowd of rebellion」をゲストに迎えた対バンライブ。
- 8月4日 - TOKYO IDOL FESTIVAL 2023 supported by にしたんクリニック（東京・お台場 / 青海周辺エリア特設ステージ）- 我儘ラキアは『HOT STAGE』（SUMMER SPLASHスタジアム）に出演。
- RAKIA in da house
  - 8月5日 石川・金沢 vanvan V4
  - 8月20日 愛知・名古屋 Electric Lady Land
  - 8月26日 高知・X-pt.
- 8月30日 - QOOLONG祭（大阪・BIG CAT）
- 8月31日 - Appare!主催 エンドレスサマー2023（東京・渋谷ライブハウス4会場） - 我儘ラキアは、Spotify O-EASTに設営された「花火ステージ」に出演[106]。
- 9月5日 - WAGAMAMARAKIA pre.『Killboredom』（東京・Spotify O-WEST）- ロックバンド「バックドロップシンデレラ」をゲストに迎えた対バンライブ。
- 9月10日 - RAKIA in da house（京都・MOJO）
- 9月23日 - NAKAYOSHI FES. 2023（東京・渋谷エリアライヴハウス）- 我儘ラキアは、Spotify O-WESTの「NAKAYOSHI STAGE」に出演[107]。
- 10月3日 - Killboredom（東京・Spotify O-WEST）- ロックバンド「SPARK!!SOUND!!SHOW!!」をゲストに迎えた対バンライブ。
- RAKIA in da house
  - 10月4日 神奈川・F.A.D YOKOHAMA
  - 10月15日 茨城・club SONIC mito
  - 10月28日 宮城・仙台MACANA
- 10月7日 - GIGA・GIGA SONIC 2周年大感謝祭SPECIAL in 幕張メッセ presented by ドラゴンエッグ（千葉・幕張メッセ国際展示場 ホール4-5）- 我儘ラキアは「ギガギガステージ」に出演[108]。
- 10月8日 - PIGGS 「FAMILY BUTCHERS 〜Road To Zepp Haneda〜」（東京・東京キネマ倶楽部）[109]
- 10月12日 - REDLINE TOUR 2023（兵庫・太陽と虎）
- 10月22日 - IDO-LIVE!! Circuit（東京・Spotify O-WEST）
- 10月26日 - QOOLONG祭 vol.1（東京・恵比寿LIQUIDROOM）
- Over the Edge
  - 11月11日 大阪・OSAKA MUSE
  - 11月12日 愛知・Electric Lady Land
- 11月21日 - Tucky's Mastering Presents -FULL BIT Vol.2-（神奈川・KT Zepp Yokohama）[110][111]
- 11月23日 - GAL SQUAD（東京・Zepp Shinjuku）[112]

### 2024年
- WR 2024
  - 1月7日 東京・Spotify O-WEST
  - 1月9日 愛知・名古屋 ell.FITS ALL
  - 1月27日 大阪・ESAKA MUSE
- 1月28日 - IDOL by…! 5-6th ANNIVERSARY（福岡・evoL by GRANDMIRAGE）[113]
- 2月9日 - 夕闇に誘いし漆黒の天使達「十」TOUR ～対バン編～ 大阪公演（大阪・GORILLA HALL OSAKA）- 対バンゲストとして出演[114]。
- 2月12日 - WR Party（大阪・club JOULE）
- 3月3日 - a crowd of rebellion pre. "咆光祭" 2024（東京・Spotify O-WEST）[115]
- 3月9日 - IDORISE!! FESTIVAL 2024（東京・Spotify O-WEST）[116]
- WR 8th ANNIVERSARY TOUR[44][45]
  - 3月23日 静岡・LIVE ROXY SHIZUOKA
  - 3月31日 埼玉・西川口Hearts
  - 4月13日 沖縄・Output
  - 4月21日 福岡・evoL by GRANDMIRAGE
  - 4月25日 兵庫・神戸 太陽と虎
  - 4月28日 大阪・OSAKA MUSE
  - 5月3日 愛知・名古屋 ell.FITS ALL
  - 5月25日 宮崎・LAZARUS
  - 6月2日 広島・CAVE-BE
  - 6月16日 宮城・仙台ROCKATERIA
  - 6月23日 東京・Spotify O-EAST（ツアーファイナル）
  - 7月5日 大阪・VARON（アフターパーティー）
- 5月4日 - PIGGS 『FAMILY BUTCHERS TOUR 2024 横浜公演』（神奈川・F.A.D YOKOHAMA）- 対バンゲスト出演[117]
- 5月12日 - MAWA LOOP OSAKA 2024（大阪・心斎橋 BIG CAT）[118]
- 5月16日 - night is young! vol.10（大阪・心斎橋 BIG CAT）[119]
- 6月9日 - QOOLONG祭 vol.2（大阪・BIGCAT）[120]
- 6月10日 - EVOLUTION POP! Vol.75 BiS × 我儘ラキア（東京・Spotify O-WEST）- BiSとの初ツーマンライブ[121]。
- 7月3日 - The Silence Of The Scream 2024（大阪・心斎橋Yogibo META VALLEY）- CVLTEと米国のポスト・ハードコア・バンドDAYSEEKER（英語版）のイベントにゲスト出演[122][123]。
- 7月20日 - MURO FESTIVAL 2024（神奈川・横浜赤レンガ倉庫 野外特設会場）- 我儘ラキアは「RIGHT STAGE」に出演[124]。
- 7月24日 - uijin presents FOREVER BLAZE（東京・新宿BLAZE）[125]
- 7月27日・28日 - TAIPEI CITY IDOL EXPO（台湾・Zepp New Taipei）[126][127]
- 8月2日 - #BFF OSAKA DAY1（大阪・梅田CLUB QUATTRO）- uijinとのオールナイトツーマンイベント[128]。
- 8月12日 - 我儘ラキア presents『Killboredom』（大阪・OSAKA MUSE）[129]
- 8月18日 - UNDER THE SCREAM!!2024（大分・城島高原パーク）[130][131][132]
- 8月30日 - VARON 12th ANNIVERSARY Twoman（大阪・心斎橋VARON）[133]
- 9月11日 - Maison de Queen デビューライブ『MAKE THE QUEEN』（東京・Zepp新宿）- 我儘ラキアはゲスト出演[134]。
- 9月14日 - TOKYO CALLING 2024（東京・HOLIDAY SHINJUKU）[135]
- 9月16日 - MAWA LOOP AUTUMN 2024（大阪・BIGCAT）[136]
- 9月18日 - 我儘ラキア presents『Killboredom』（愛知・名古屋 ell.FITS）[137]
- 10月2日・3日 - IDOL KINGDOM SHANGHAI（上海・瓦肆 VAS SHANGHAI）[138][139]
- 10月5日 - ZEPHYREN × SHIBUYA THE GAME presents『In The Family FEST 2024』〜片倉弦生誕50周年祭〜（東京・SHIBUYA THE GAME）[140]
- 10月8日 - SiM "PLAYDEAD" TOUR SEASON 2（愛知・Zepp Nagoya）- 我儘ラキアは対バンゲストとして出演[141]。

### 2025年
- 7月9日 - There is surely tomorrow（東京・Zepp Haneda (TOKYO)）[50]

## 出演

### テレビ
- バズリズム02（2021年1月22日、日本テレビ）- スタジオライブ出演[142]

### ウェブテレビ
- 鈴木愛理の火曜The NIGHT（2019年8月14日、AbemaTV）[143]
- 我儘レベチ魂飯（2022年11月19日[144] - 、COOKPAD Live）

### ゲーム
- Arcaea（2022年7月7日） - void (Mournfinale)氏の楽曲「Testify」にて、メンバーの星熊南巫がボーカルとして出演。